# De berg is mijn

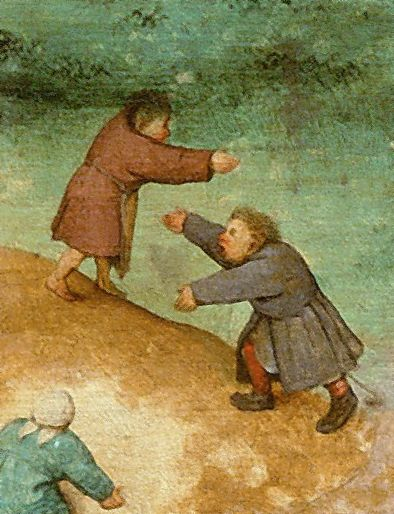
Detail uit het schilderij Kinderspelen van Pieter Bruegel de Oude.

De berg is mijn  is een traditioneel kinderspel waarbij het de bedoeling is dat een speler zo lang mogelijk op een heuvel of ander object blijft staan, terwijl andere spelers proberen hem/haar hiervan af te krijgen en zelf de plaats in te nemen. 
Van oudsher neemt men buiten plaats op een verhoging, en zingt:

Hooge berg mijn,

Hoe lang zal ik er op zijn?

Zeven jaren en een dag:

Ikke der op en jij der af.

— Trad.

Sinds 1622 wordt het spel onder deze naam in de literatuur aangetroffen. De naam van het spel in de middeleeuwen is niet bekend.
Het spel is in Amerika populair onder de naam King of the Hill (letterlijk: koning van de heuvel). Vanwege de soms brute manier van spelen is het echter op veel scholen verboden.  Het spel is in Duitsland bekend als Burgspiel. In Frankrijk heette het spel in de 17e eeuw l'assaut de chateau, en later l'assaut de la butte of le roi détrôné.

## Videospellen
King of the Hill is tevens een spelvariant in veel videospellen, met name first person shooters. Hierin moet een speler of team van spelers gedurende een bepaalde tijd een vooraf vastgesteld doelwit bezet houden, terwijl andere (al dan niet computergestuurde) spelers proberen dit doelwit over te nemen. 